# Vinton, Ohio
Vinton là một làng thuộc quận Gallia, tiểu bang Ohio, Hoa Kỳ. Năm 2010, dân số của làng này là 222 người.

## Dân số
- Dân số năm 2000: 324 người.
- Dân số năm 2010: 222 người.